# Marian Skrzypczak
Marian Skrzypczak (ur. 15 kwietnia 1909 w Janowcu Wielkopolskim, zm. 5 października 1939 w Płonkowie) – błogosławiony Kościoła rzymskokatolickiego, polski kapłan katolicki archidiecezji gnieźnieńskiej.

## Życiorys
Po maturze (uczęszczał do gimnazjum w Żninie) wstąpił do seminarium duchownego w Gnieźnie. Święcenia kapłańskie otrzymał 15 czerwca 1935 z rąk biskupa Antoniego Laubitza. Mszę prymicyjną odprawił w kościele św. Michała Archanioła w Gnieźnie. Po święceniach mianowany wikariuszem w Rogowie. W czasie II wojny światowej ksiądz Marian był wikarym w Płonkowie. Pozostał w parafii, świadomy grożącego niebezpieczeństwa. 5 października 1939 grupa bandytów wdarła się na plebanię oskarżając księdza o namawianie do zabijania Niemców. Bity kablami i zraniony bagnetem w nogę, został zrzucony ze stromych schodów. Bandyci kazali mu uciekać w stronę wsi. Gdy kulejący dobiegał do drzwi zakrystii, strzelili do niego trzy razy. Po znalezieniu ciała zamordowanego księdza, miejscowi parafianie urządzili mu pogrzeb.
Beatyfikowany został w grupie 108 błogosławionych męczenników 13 czerwca 1999 r. przez świętego papieża Jana Pawła II w Warszawie podczas przedostatniej pielgrzymki do Ojczyzny.
5 grudnia 2006 dokonano rekognicji relikwii Bł. Mariana Skrzypczaka z cmentarza parafialnego w Płonkowie do kościoła, oraz dokonano ekshumacji zwłok. Znalezione szczątki po oczyszczeniu i dezynfekcji umieszczono w podwójnej trumience - relikwiarzu - i procesyjnie przeniesiono do Kościoła Parafialnego w Płonkowie, gdzie umieszczono je w marmurowym ołtarzu.
Dniem jego pamięci liturgicznej jest 5 października.